# 도자와 마사자네

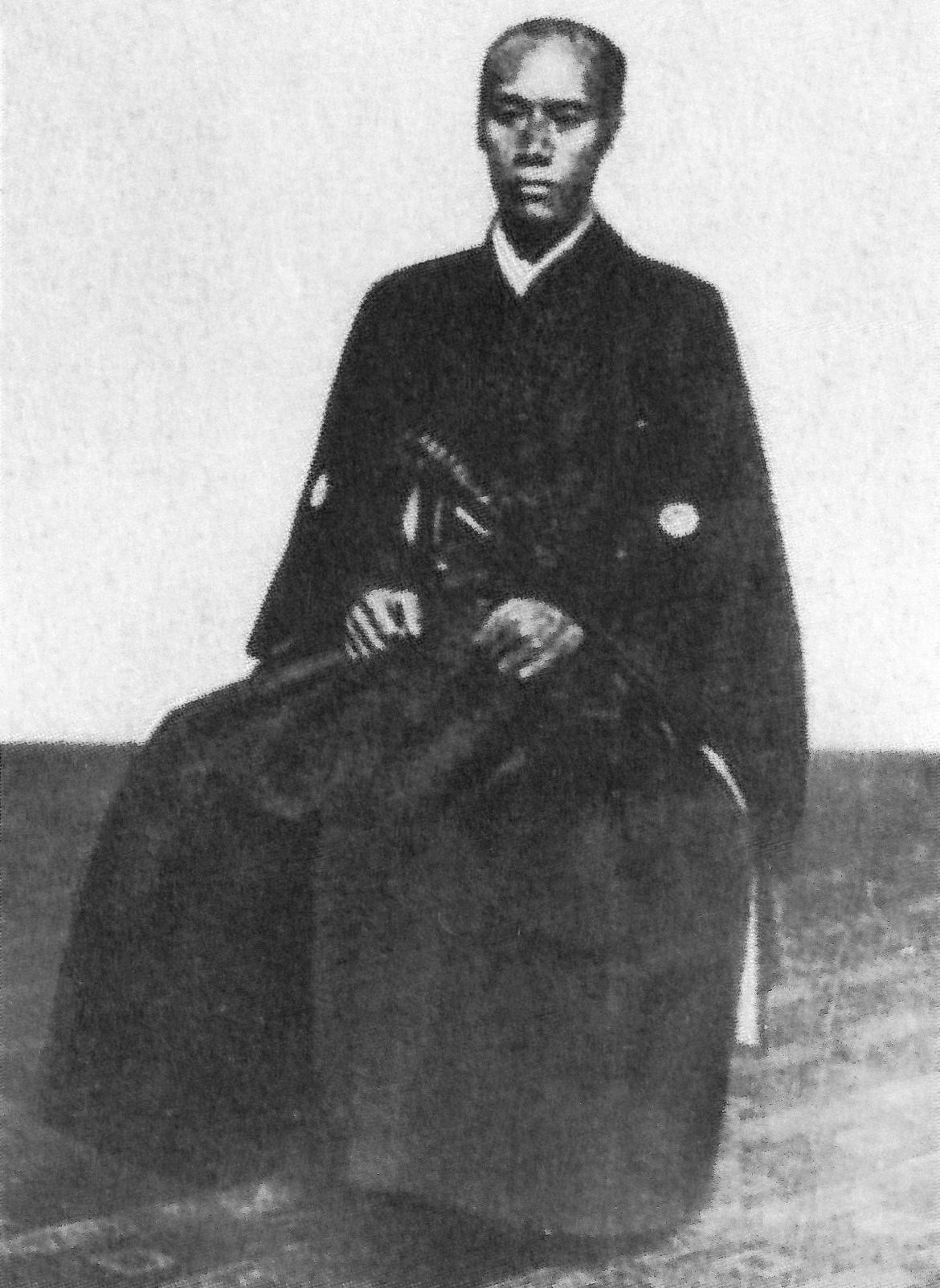
도자와 마사자네

도자와 마사자네(일본어: 戸沢正実, 1833년 1월 7일 ~ 1896년 8월 16일)는 일본 에도 시대의 다이묘로, 신조번의 11대(마지막) 번주이다. 어릴적 이름은 지요즈루(千代鶴)이며, 관위는 종4위하, 가즈사노스케, 나카쓰카사타이후(中務大輔)이다.
신조 번의 10대 번주 도자와 마사요시의 맏아들로 태어났다. 어머니는 시마즈 시게히데의 딸(양녀라고도 함)인 미쓰코(貢子)이다. 덴포 14년(1843년)에 아버지가 사망했기 때문에, 가문을 계승하고 번주직에 올랐다. 아직 나이가 어렸으므로 할아버지이자 9대 번주인 도자와 마사쓰구가 그를 보좌하였다. 고카 3년(1846년)부터는 가로인 요시타카 가게유에 의해 번 통치 개혁이 시행되었다.
게이오 4년(1868년) 보신 전쟁 때, 처음에는 신정부군에 협력하였으나, 쇼나이번에게 패하고 오우에쓰 열번 동맹에 참가하면서 신정부군과 적대하게 되었다. 그리하여 한때 쇼나이 번과 협력해 신정부군을 압도하기도 했으나, 얼마 지나지 않아 신정부군이 반격했을 때 마사자네의 신조 번 군세는 멋대로 전선을 이탈하였다. 이는 구막부군이 패퇴하는 요인 중 하나가 되었다. 이에 격분한 쇼나이 번은 신조 번을 적으로 간주하고 신조 성을 함락시켰다. 이때 신조 성의 조카마치는 불에 타버렸고, 마사자네는 가까스로 목숨을 구하여 구보타 번으로 도망쳤다. 이후 신조 번의 영지는 신정부군의 반격이 있기까지 70일간 쇼나이 번에 의해 점령되어 있었다. 전쟁이 끝난 후 메이지 2년(1869년) 6월 2일, 마사자네는 동맹 이탈 행위로 신정부군이 우위를 점하는 데에 기여했다 하여, 그 공적으로 영지 1만 5천 석을 추가로 받았다. 같은해 6월, 판적봉환에 의해 신조 번지사가 되었고, 메이지 4년(1871년) 7월에는 폐번치현이 이루어짐에 따라 번지사직에서 면직되었다. 그해 8월에 도쿄로 이주하였고, 후에 자작에 임명되었다. 메이지 29년(1896년), 65세의 나이로 사망하였다.
| 전임 도자와 마사요시 | 제11대 신조번 번주 1843년 ~ 1871년 | 후임 폐번치현 |